# Vanadiocarpholite
La vanadiocarpholite è un minerale appartenente al gruppo della carpholite.